# 月華の螺旋
「月華の螺旋」（げっかのらせん）は、飛蘭のデビューシングル。2007年4月6日にホビボックスからリリースされた。

## 概要
- PCゲーム『桃華月憚』のエンディングテーマを収録している。
- ジャケットはCARNELIANによる、川壁桃花が守東桃香を抱いているイラストが描かれている。
- 2曲目には月華の螺旋の、琴によるメインテーマ独奏が収録されている。

## 収録曲
1. 月華の螺旋 [5:23] 
作詞：片桐由摩 作曲：KIM'sSOUNDROOM 編曲：上松範康 ギター：加納望
  - PCゲーム『桃華月憚』エンディングテーマ主題歌
2. 月華の螺旋（琴によるメインテーマ独奏） [3:09]
3. 月華の螺旋（Instrumental Ver.）
4. 月華の螺旋（カラオケ Ver.）